# Palpatine

Palpatine în Războiul stelelor - Episodul VI: Întoarcerea lui Jedi

Sheev Palpatine este un personaj din seria fictivă Războiul stelelor. A fost introdus în filmul Războiul stelelor - Episodul V: Imperiul contraatacă (1980) și apare ca personaj principal în următorul film Războiul stelelor - Episodul VI: Întoarcerea lui Jedi (1983) ca Împărat al Imperiului Galactic. Este cunoscut și sub identitatea Sith Darth Sidious.

## Apariții

Palpatine (Ian McDiarmid) în Amenințarea fantomei

Palpatine apare și în prima trilogie (I, II, III) ca un politician din Republica Galactică, care în ascensiunea către putere se folosește de minciună, manipulare și trădare.
În Războiul stelelor - Episodul III: Răzbunarea Sith, el îl influențează și îl atrage de partea întunecată pe Anakin Skywalker. Odata cu dispariția ordinului Jedi ordonată de Darth Sidious se naște Imperiul Galactic, iar Sidious devine Împaratul Palpatine.
Rolul său a fost jucat de actorul scoțian Ian McDiarmid.